# 中洲 (福岡市)

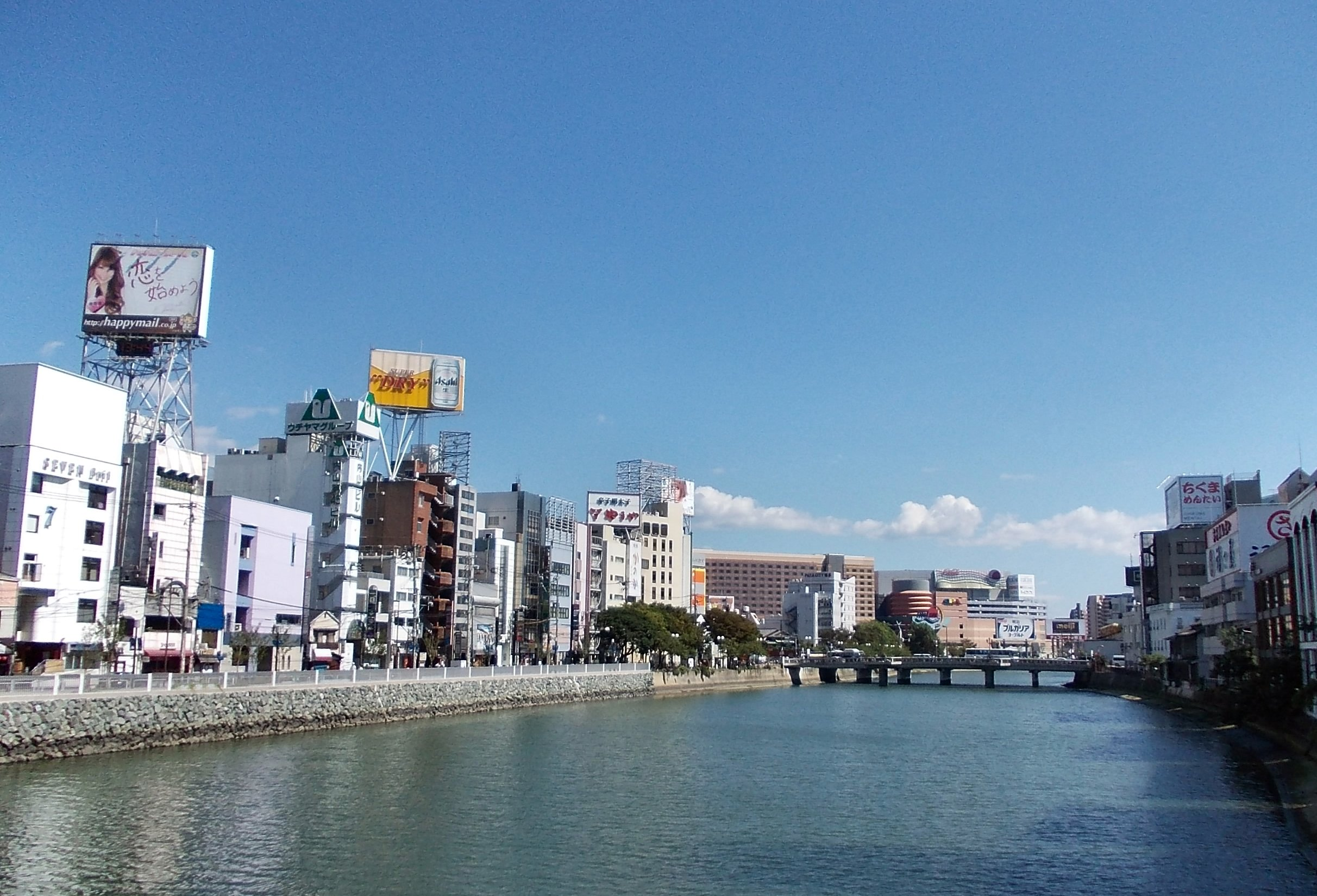
中洲地區和那珂川

中洲（日语：／ Nakasu */?）是日本福岡市博多區的地名與町名，位在那珂川和博多川之間的中洲上，為福岡市著名的繁華街及歡樂街，與東京都新宿區的歌舞伎町及北海道札幌市中央區的薄野被列為「日本三大歡樂街」（日本3大歓楽街）。現行的行政地名是中洲一丁目～五丁目。

## 地理
那珂川沿線西北至東南約1km的細長地形。東北至西南寬約200m。最近的車站是福岡市交通局地下鐵中洲川端車站。

## 脚注
1. ↑  九州福岡、博多旅遊介紹 的存檔，存档日期2008-06-27. - 介紹博多中洲時有提及三大歡樂街。

## 關連項目
- 紅燈區

## 外部連結
- 中洲観光協会 （页面存档备份，存于）
- 中洲町連合会 （页面存档备份，存于）